# クリスティーナ・スクッチャ
クリスティーナ・スクッチャ（シスター・クリスティーナ、伊: Cristina Scuccia, 1988年8月19日 - ）は、イタリア・シチリア出身のカトリックの修道女、歌手。

## 経歴
1988年8月19日、クリスティーナ・スクッチャはイタリアのヴィットーリア（シチリア）で生まれる。2007年、ウルスラ聖家族修道会の創立100周年を記念して制作されたミュージカル「愛する勇気」で創立者であるローザ・ロクッツォ（シスター・ローザ）役を演じる。この経験が転機となり、2008年にローマのウルスラ聖家族修道会に入会。2009年から2011年までの修練期をブラジルで過ごし、2012年にイタリアに帰国。ミラノの修道院で修道生活を送る。
イタリア版音楽オーディション番組『ザ・ヴォイス』のスタッフにスカウトされ、2014年3月に初出演。アリシア・キーズの「ノー・ワン」を歌う映像がYouTubeで7000万回以上の再生回数を記録した。6月の決勝戦で優勝し、YouTubeの合計再生回数も1億回を記録。その後、ユニバーサルミュージックと契約。同年11月10日、CD「シスター・クリスティーナ」をヨーロッパで発売。フランスとイタリアではゴールドディスクを獲得している。デビュー・アルバムは、バチカンの一般謁見の時にクリスティーナ本人から教皇フランシスコに謹呈された。日本では2015年3月11日に発売。発売時に来日し、インタビューで「歌で神の愛を伝えたい」と語った。印税や出演料はすべて、ブラジルや地域支援の教会基金への寄付となる。
2015年12月10日から2016年1月31日まで、ローマのブランカッチオ劇場でミュージカル「天使にラブ・ソングを…」に出演。2016年8月10日から9月10日まで、ミュージカル「タイタニック」に出演した。2018年3月9日、シングル盤「フェリーチェ」を、23日には同タイトルのアルバムをリリース。同月30日から5月24日まで、Rai 1で放送されたBallando con le stelle(第14版)に参加した。
2019年9月8日、マリオ・デルピーニミラノ大司教司式による終生誓願宣立式が、サンタンブロージョ教会で行われた。

## ディスコグラフィ
CDアルバム 
- シスター・クリスティーナ（2014年11月10日、ユニバーサルミュージック）

1. トライ（英語版）（P!NK）
2. フォーリン・フリー（オリジナル曲）
3. ライク・ア・ヴァージン (マドンナ)
4. サムウェア・オンリー・ウィー・ノウ (キーン)
5. ブレスド・ビー・ユア・ネイム（マット・レッドマン（英語版））
6. フィックス・ユー（コールドプレイ）
7. ノー・ワン（アリシア・キーズ）
8. アイ・サレンダー（マット・クロッカー）
9. トゥルー・カラーズ（シンディ・ローパー）
10. プライス・タグ　（ジェシー・J）
11. オーディナリー・ワールド（デュラン・デュラン） ポルトガル語ヴァージョン
12. ラモーレ・ヴィンツェーラ（オリジナル曲）
13. The First Star-上を向いて歩こう　（坂本九）　日本盤 ボーナス・トラック

- フェリーチェ(Felice)（イタリア語版）（2018年3月23日、ユニバーサルミュージック）

 映像作品 
- ライク・ア・ヴァージン（2014年10月20日、ユニバーサルミュージック）[11]
- ブレスド・ビー・ユア・ネイム（2014年12月18日、ユニバーサルミュージック）